# Tir de traverse

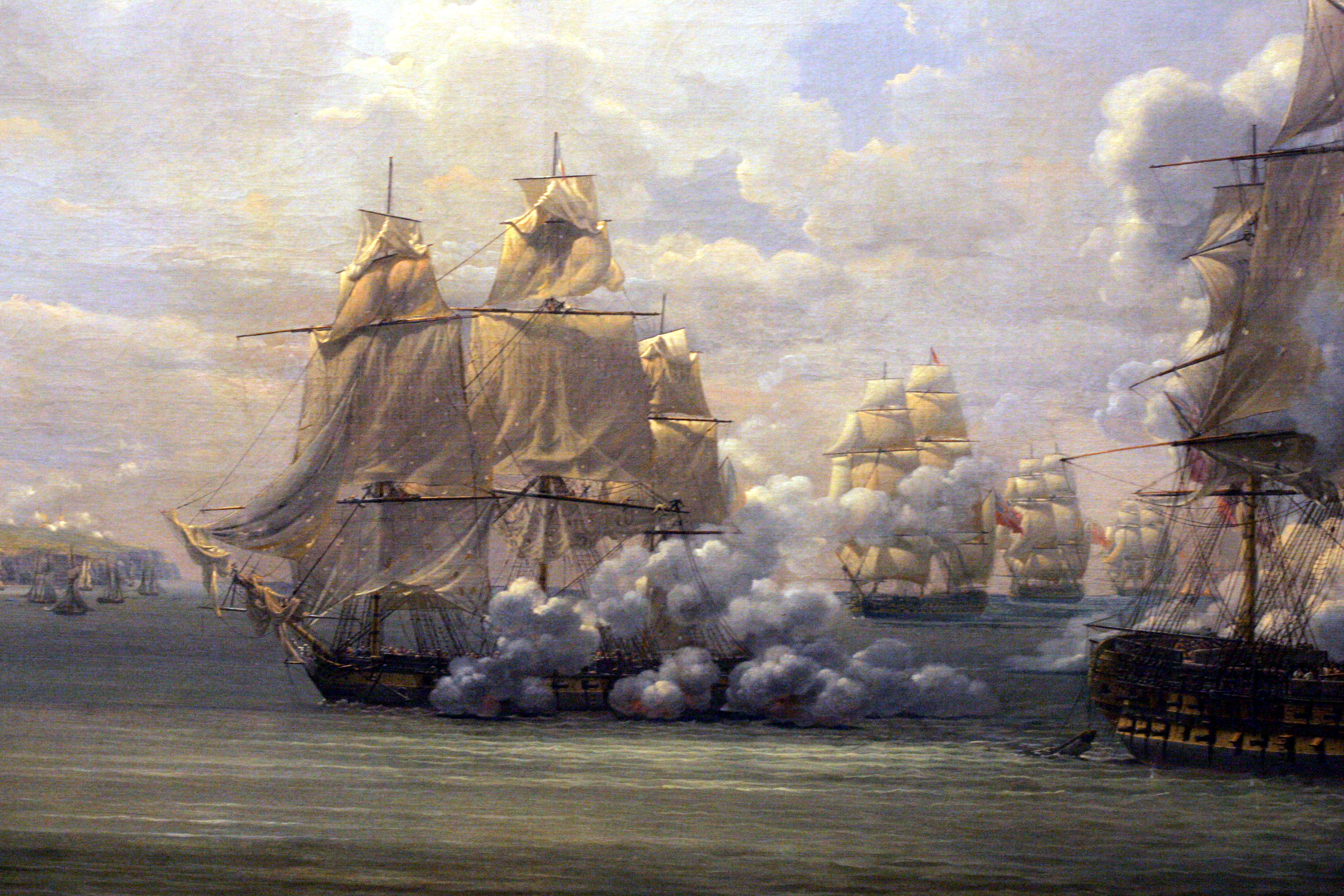
La frégate française Poursuivante faisant un tir de traverse sur le vaisseau de ligne britannique lors d'une bataille le 28 juin 1803

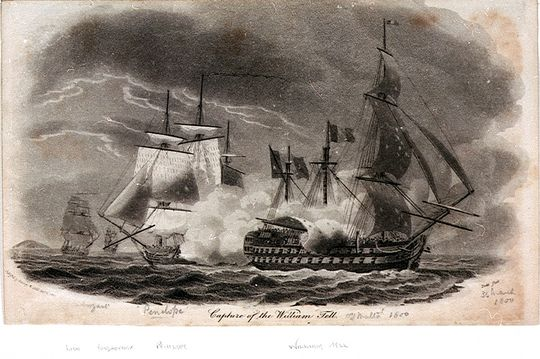
Capture of the William Tell, par Robert Dodd. La frégate anglaise Penelope effectuant un tir de traverse sur le vaisseau de ligne français le 30 mars 1800

À l’époque de la guerre navale à la voile, le tir de traverse (en anglais : Raking fire), est une technique de tir consistant à diriger le feu de l'avant à l'arrière parallèlement à l'axe du navire ennemi.

## Explication
Bien que chaque tir soit dirigé contre un profil de cible plus petit qu'un tir de bordée et soit donc plus susceptible de manquer le navire ciblé, un coup de canon individuel passera beaucoup plus à travers le navire et augmentera ainsi les dommages à la coque, aux voiles, aux canons et à l'équipage. En outre, le navire ciblé sera moins bien placé pour retourner le feu.
Toucher la poupe est préférable à toucher la proue car les coups n'y sont pas déviés par l'arc incurvé (et renforcé) et une mise hors service du gouvernail rend par définition le navire ingouvernable. Cependant, obtenir la position était généralement très difficile à moins que l'adversaire n'ait pu manœuvrer en raison des dommages causés aux voiles ou au gouvernail. Cela s'avérait plus facile si le navire était contraint par sa position de changer de ligne de bataille.
L'efficacité de cette tactique a été démontrée à la bataille de Trafalgar. Le HMS Victory de l'amiral Nelson, qui menait la Weather gage (en) de la flotte britannique, a battu la ligne française à l'arrière du butoir du Bucentaure, juste devant le Redoutable. Le Victory ravagea la poupe du Bucentaure, tuant 197 membres d'équipage et en blessant 85 dont le capitaine Jean-Jacques Magendie. L'amiral Villeneuve résista pendant trois heures mais le tir de traverse avait mis le vaisseau hors de combat.